# Sciopero degli sceneggiatori della Writers Guild of America (2007-2008)

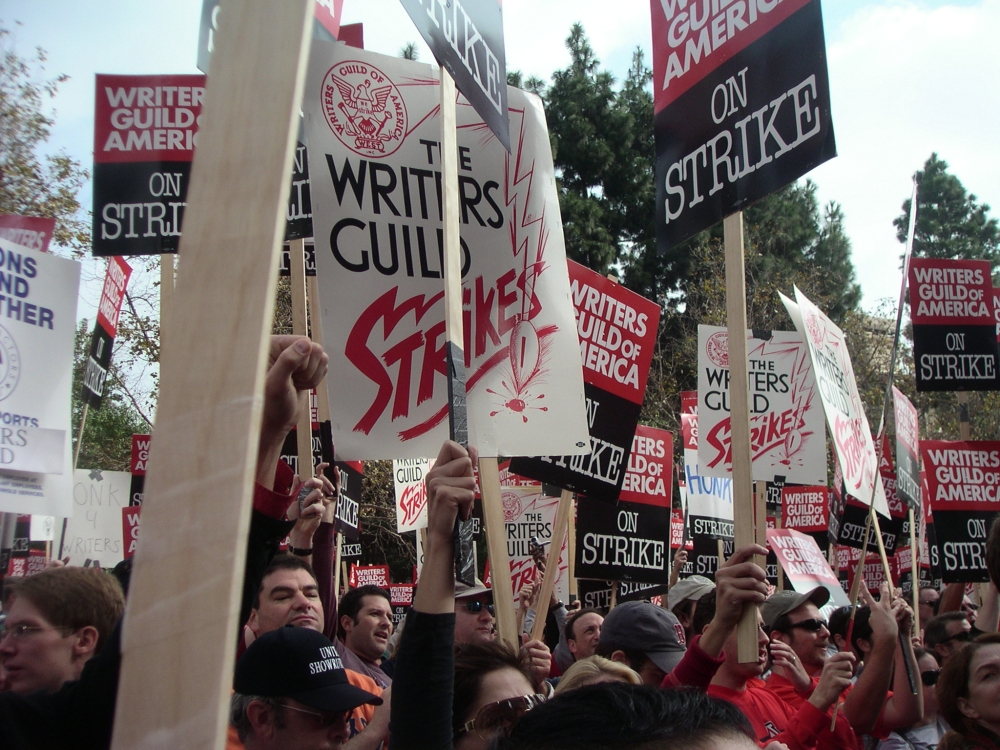
Manifestazione di protesta a Los Angeles

Lo sciopero degli sceneggiatori della Writers Guild of America del 2007-2008 fu uno sciopero al quale presero parte più di 12 000 tra sceneggiatori e scrittori rappresentati dai sindacati Writers Guild of America, East (WGAE) e Writers Guild of America, West (WGAW) che iniziò il 5 novembre 2007 e finì il 12 febbraio 2008.

## Storia
Lo sciopero chiedeva di incrementare i benefici degli sceneggiatori proporzionalmente agli enormi introiti delle produzioni, dirigendosi principalmente alla Alliance of Motion Picture and Television Producers (AMPTP), l'associazione di categoria che al momento rappresentava gli interessi di 397 case di produzione cinematografica e televisiva statunitensi, tra le quali CBS, Metro-Goldwyn-Mayer, NBCUniversal, News Corp/Fox, Paramount Pictures, Sony Pictures Entertainment, The Walt Disney Company e Warner Bros.
L'8 febbraio 2008 le negoziazioni arrivarono alla stesura di un accordo che due giorni dopo, il 10 febbraio, fu approvato all'unanimità dalle giunte direttive di entrambi i sindacati. Attraverso una votazione interna, il 12 febbraio gli sceneggiatori approvano di far terminare le proteste con un 92,5% a favore. Il 26 febbraio la WGA annunciò che il nuovo contratto era stato ratificato con una approvazione del 93,6% dei membri iscritti.
Lo sciopero durò 14 settimane e 2 giorni. Secondo una stima della National Public Radio presentata il 12 febbraio 2008, lo sciopero costò all'economia dell'industria dell'intrattenimento circa 1,5 miliardi di dollari, mentre uno studio della UCLA Anderson School of Management stimò la perdita in 380 milioni di dollari.
Molte serie televisive come Supernatural, Smallville, One Tree Hill, Scrubs, Lost e Breaking Bad, risentirono dello sciopero: quest'ultima, infatti, ha visto ridursi a 7 gli episodi della prima stagione, che sarebbero dovuti essere 13.